# Erkelsdorf
Erkelsdorf ist ein Dorf, das zum nördlich gelegenen Neukirchen bei Sulzbach-Rosenberg im oberpfälzischen Landkreis Amberg-Sulzbach in Bayern gehört.

## Jugendhaus
Bekannt ist das Dorf für sein nahegelegenes Jugendübernachtungshaus Knappenberg, das mit 40 Betten Heim für zahlreiche Klassenfahrten und Ferienfreizeiten ist.

## Einzelnachweis
1. ↑  Jugendhaus Knappenberg